# Hemicephalis characteria
Hemicephalis characteria là một loài bướm đêm trong họ Noctuidae.